# Monte Baldo Ovest
Monte Baldo Ovest este o arie protejată (arie specială de conservare — SAC, sit de importanță comunitară — SCI, arie de protecție specială avifaunistică — SPA) din Italia întinsă pe o suprafață de 6.510 ha, integral pe uscat.

## Localizare
Centrul sitului Monte Baldo Ovest este situat la coordonatele 45°44′09″N 10°49′56″E / 45.735833°N 10.832222°E.

## Înființare
Situl Monte Baldo Ovest a fost declarat sit de importanță comunitară în septembrie 1995 pentru a proteja 3 specii de plante și 43 de specii de animale. Alte tipuri de protecție:
- arie de protecție specială avifaunistică (în august 2003)
- arie specială de conservare (în iulie 2018)[1][2][3]

## Biodiversitate
Situată în ecoregiunea alpină, aria protejată conține 7 habitate naturale: Păduri acidofile de Picea de la nivel montan la nivel alpin (Vaccinio-Piceetea), Păduri de fag Luzulo-Fagetum, Pajiști alpine și subalpine calcaroase, Tufărișuri cu Pinus mugo și Rhododendron hirsutum (Mugo-Rhododendretum hirsuti), Pante stâncoase calcaroase cu vegetație casmofită, Păduri de Quercus ilex și Quercus rotundifolia, Păduri ilirice de Fagus sylvatica (Aremonio-Fagion).
La baza desemnării sitului se află mai multe specii protejate:
- plante (3): papucul doamnei (Cypripedium calceolus), Gladiolus palustris, Saxifraga tombeanensis
- păsări (40): uliu porumbar (Accipiter gentilis), uliu păsărar (Accipiter nisus), minunița (Aegolius funereus), potârnichea de stâncă (Alectoris graeca saxatilis), fâsă de pădure (Anthus spinoletta), acvilă de munte (Aquila chrysaetos), cocoșul de mesteacăn (Bonasa bonasia), șorecar încălțat (Buteo lagopus), caprimulg (Caprimulgus europaeus), ciocănitoare neagră (Dryocopus martius), presură bărboasă (Emberiza cirlus), Eudromias morinellus, vânturel de seară (Falco vespertinus), ciuvică (Glaucidium passerinum), zăgan (Gypaetus barbatus), Hippolais polyglotta, Lagopus muta helvetica, sfrâncioc roșiatic (Lanius collurio), pițigoi moțat (Lophophanes cristatus), forfecuță gălbuie (Loxia curvirostra), Lyrurus tetrix tetrix, gaia neagră (Milvus migrans), gaia roșie (Milvus milvus), mierlă de piatră (Monticola saxatilis), alunar (Nucifraga caryocatactes), ciuf-pitic (Otus scops), pitulice de munte (Phylloscopus bonelli), pitulice sfârâitoare (Phylloscopus sibilatrix), ciocănitoarea verde (Picus viridis), pițigoi de munte (Poecile montanus), Prunella collaris, Ptyonoprogne rupestris, sitar de pădure (Scolopax rusticola), silvie de zăvoi (Sylvia borin), silvie-mică (Sylvia curruca), silvie mediteraneană (Sylvia melanocephala), Tachymarptis melba,  cocoș de munte (Tetrao urogallus), fluturașul de stâncă (Tichodroma muraria), mierlă gulerată (Turdus torquatus)
- amfibieni (1): izvoraș-cu-burta-galbenă (Bombina variegata)
- mamifere (1): râs eurasiatic (Lynx lynx)
- pești (1): Salmo marmoratus

Pe lângă speciile protejate, pe teritoriul sitului au mai fost identificate 21 de specii de plante, 3 specii de mamifere.